# Kryry
Kryry (deutsch Kriegern) ist eine Stadt im  Okres Louny  in Tschechien.

## Geographische Lage
Die Stadt liegt in Westböhmen im Saazer Becken an der Blšanka (Goldbach) und am Fuß des Kirchbergs, ostsüdöstlich von Nepomyšl (Pomeisl).

## Geschichte

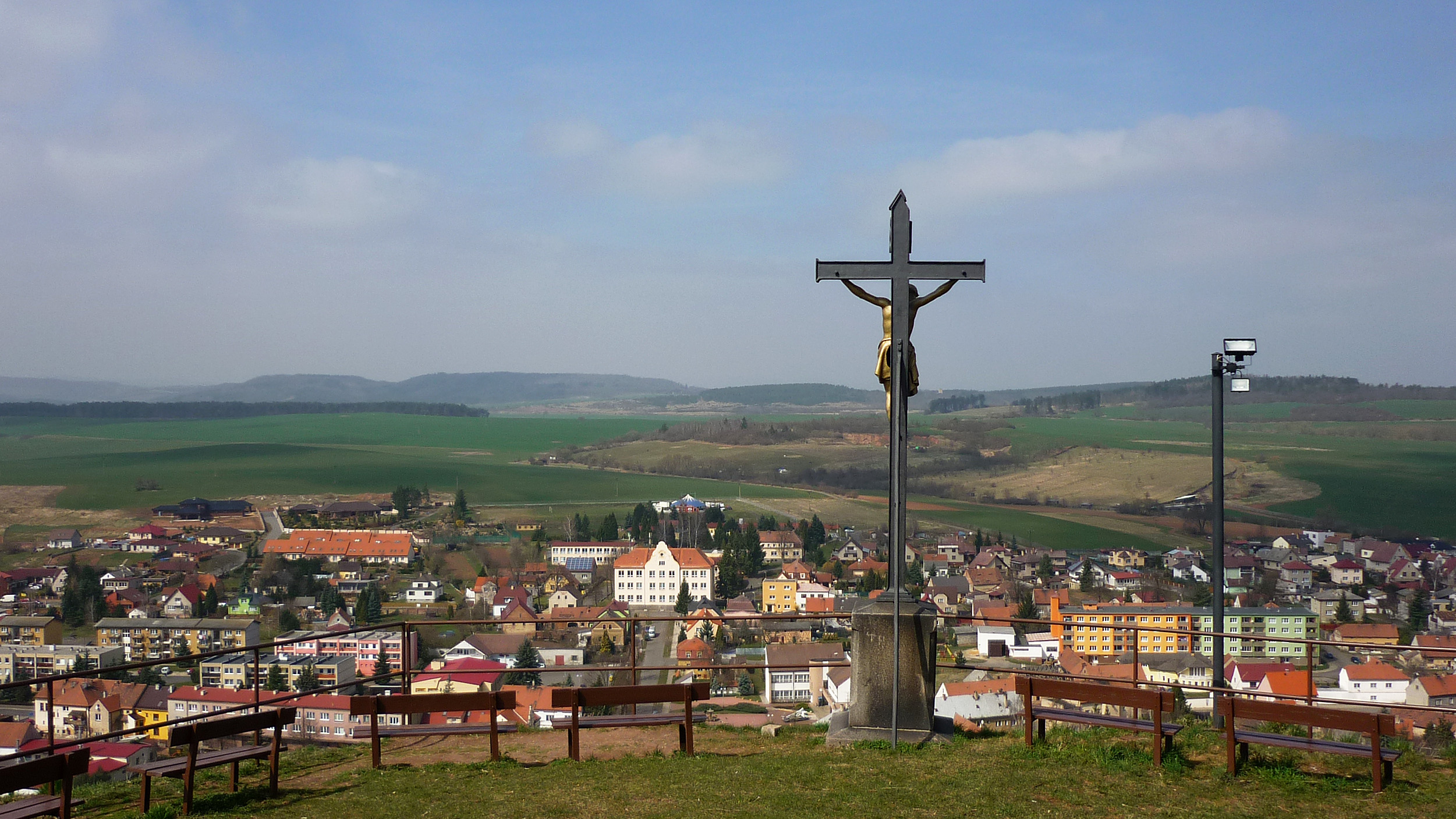
Panorama von Kriegern von der Schillerwarte aus gesehen

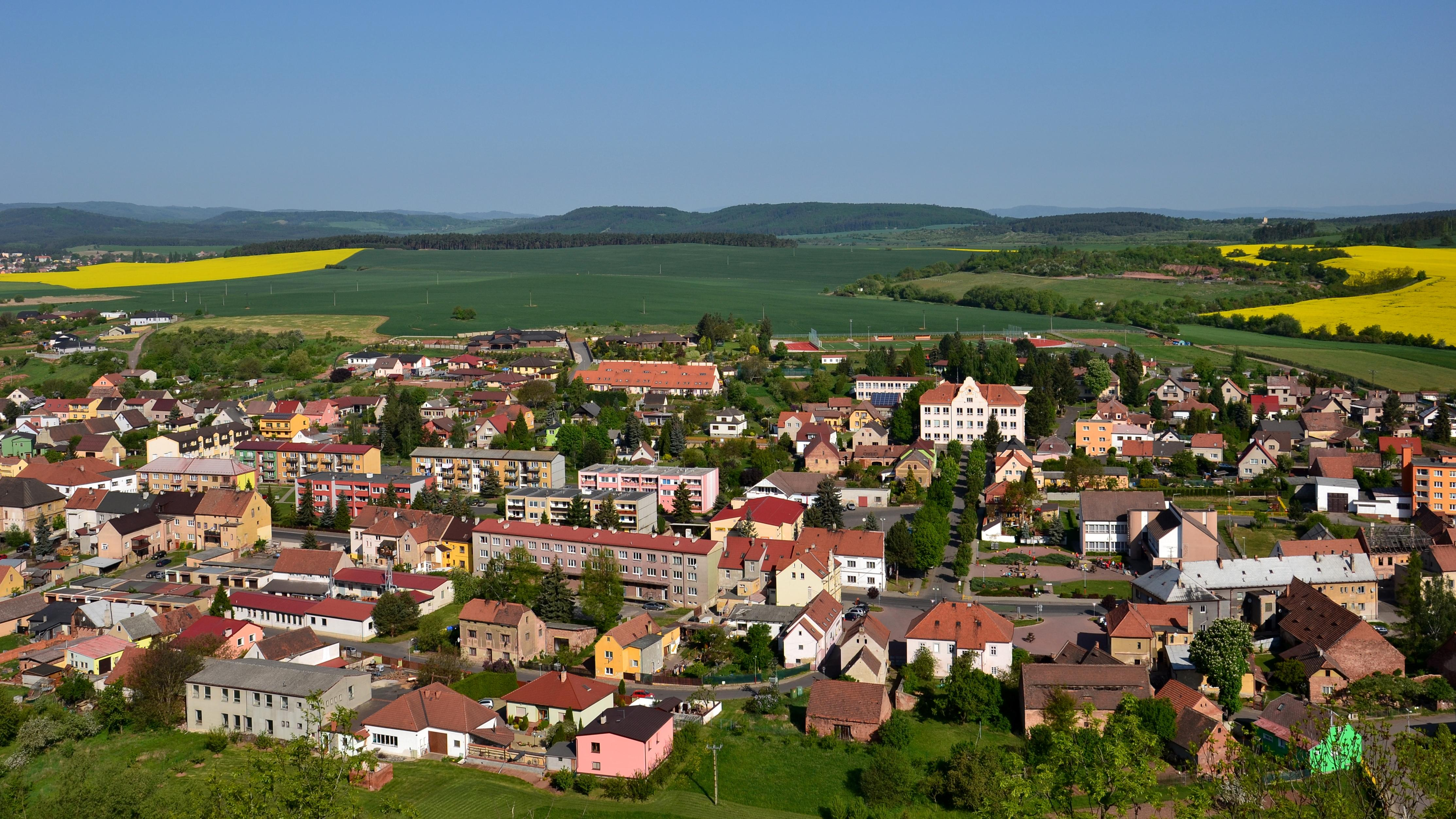
Stadtkern (2018)

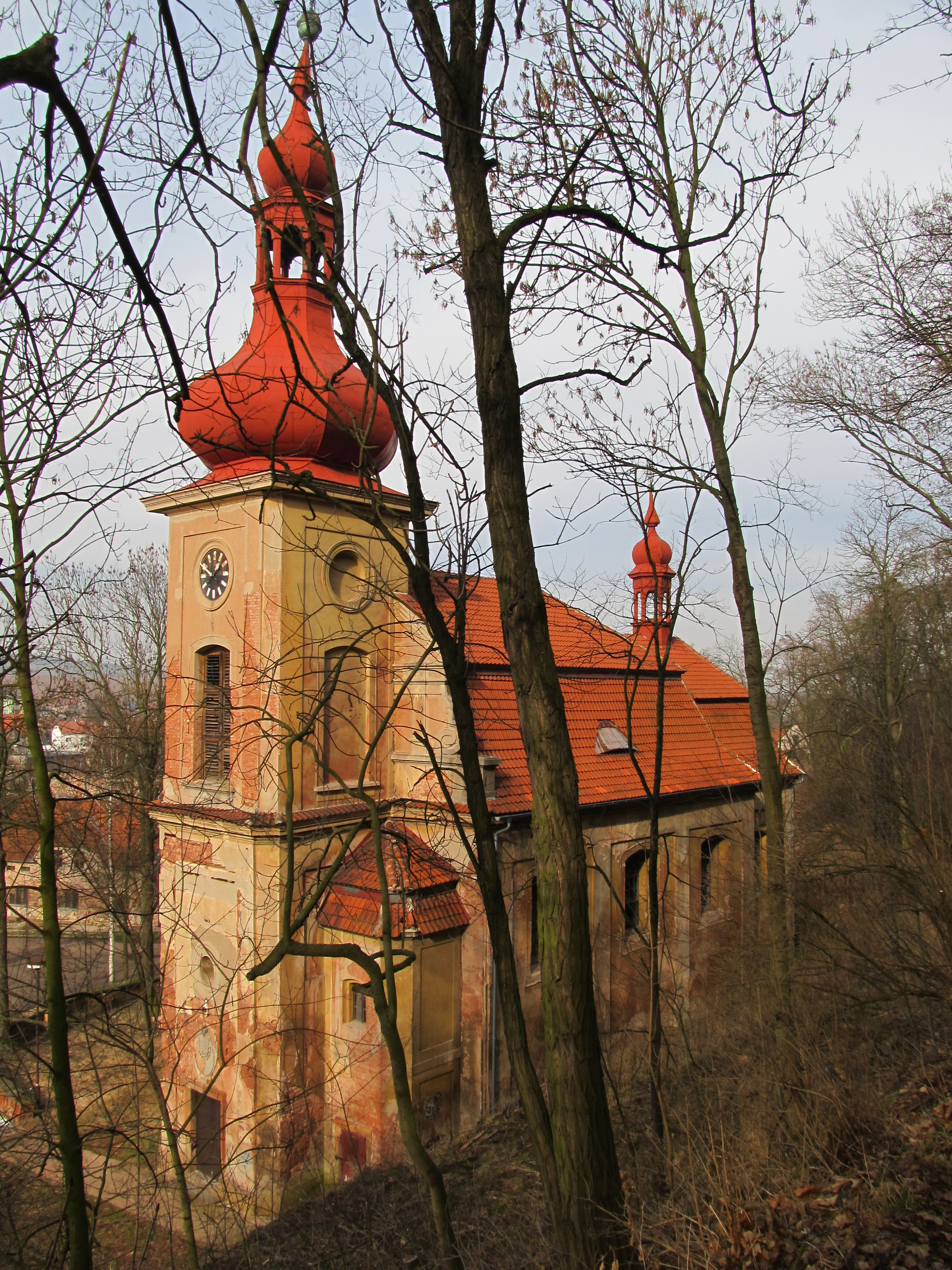
Pfarrkirche Mariä Geburt, (2015)

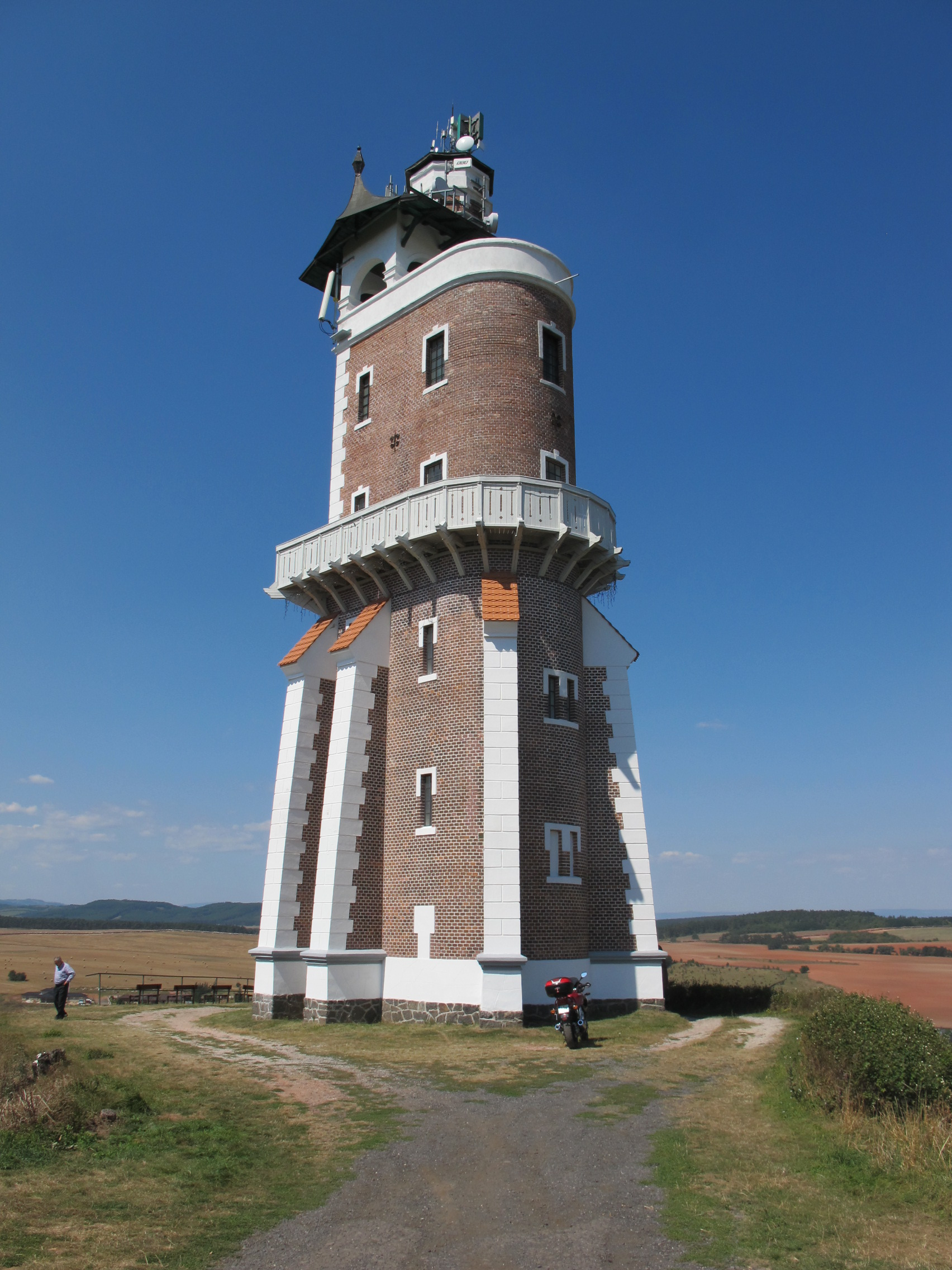
Aussichtsturm Schillerwarte

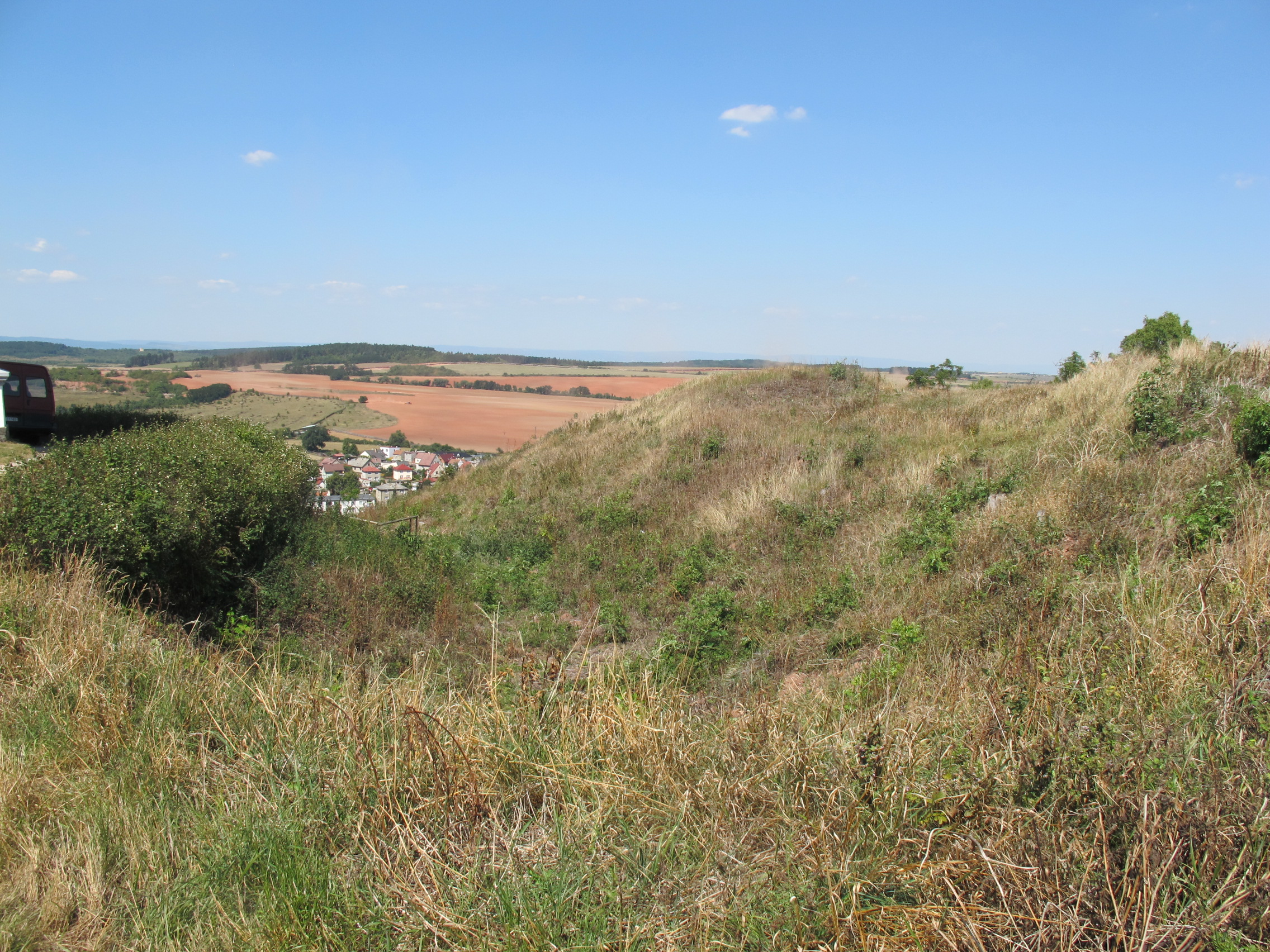
Burggraben der abgetragenen Ruine von Schloss Kriegern

Kriegern war ehemals Herrschaftssitz, die Burg wurde jedoch bereits im 14. Jahrhundert zerstört. Anschließend gelangte die Ansiedlung in den Besitz der Liebsteinsky von Kolowrat. 1653 erhielt Kriegern das Marktrecht, das Braurecht und eine eigene Gerichtsbarkeit.
Die erste Pfarrkirche bestand bereits im Jahr 1384. Während der Hussitenkriege verließ der letzte katholische Geistliche die Stadt, welche bis 1664 von protestantischen Geistlichen betreut wurde. Erst 1664 wurden die Seelsorge wieder mit einem katholischen Geistlichen besetzt. Die Kirche Mariä Geburt wurde 1722 im Stil des Barock erbaut. Zum Pfarrbezirks Kriegern gehören nach dem Kirchenbuchverzeichnis die Pfarrorte: Kriegern, Rebitschka-Mühle; zeitweise: Golleschau, Kleintschernitz, Neue Mühle, Oberklee, Pschesnitz, Strojeditz, Tschentschitz, Wiessen. Mehrere Unglücke suchten die Stadt heim. Durch Großbrände wurden Teile der Stadt in den Jahren 1664, 1791 und 1820 eingeäschert. Die Überschwemmungen von 1762, 1779, 1789, 1795, 1852 und 1855 richteten ebenfalls größere Schäden an.
In Kriegern waren eine bedeutende Glasfabrik, eine große Porzellanfabrik, eine Bierbrauerei, zwei Mühlen, fünf Ziegeleien, das Sägewerk Siegel sowie ein Elektro-Werk ansässig.  im Umland wurde Hopfen angebaut. Seit 1875 bestand die Saazer Aktien-Rübenzucker-Fabrik. Die Glasfabrik Kupfer & Glaser aus Wien nahm 1908 ihren Betrieb auf. Aufgrund der günstigen Bodenbeschaffenheit ließen sich mehrere Ziegelwerke in der Stadt nieder. Zu nennen sind hier: Ziegelei Vinzenz Kaiser, Karl Kaiser, Rudolf Zimmermann. Nach dem Ersten Weltkrieg wurde Kriegern 1919 der neu geschaffenen Tschechoslowakei zugeschlagen.
Nach dem Münchner Abkommen rückte am 10. Oktober 1938  die deutsche Wehrmacht in der Stadt ein. Von 1938 bis 1945 gehörte Kriegern zum  Landkreis Podersam, Regierungsbezirk Eger, im Reichsgau Sudetenland des Deutschen Reichs.
Kurz nach Ende des Zweiten Weltkriegs wurden am 7. Juni 1945 im Rahmen einer von Tschechen am Elementenwald bei Podersam durchgeführten  Vergeltungsaktion 68 Bewohner ermordet und verscharrt.
Nach Kriegsende wurde die deutschböhmische Bevölkerung enteignet und vertrieben. Der historische Stadtkern samt Rathaus wurden in der Folgezeit abgetragen und zum Teil neu bebaut.
Seit dem 23. Januar 2007 besitzt Kryry wieder Stadtrechte.

### Demographie
| Jahr | Einwohner | Anmerkungen                   |
| ---- | --------- | ----------------------------- |
| 1785 | 0 k. A.   | 106 Häuser                    |
| 1830 | 0838      | in 145 Häusern                |
| 1843 | 1011      | in 159 Häusern                |
| 1869 | 1430      |                               |
| 1880 | 1926      |                               |
| 1890 | 2121      | davon 2092 deutsche Einwohner |
| 1900 | 2237      | deutsche Einwohner            |
| 1910 | 2571      |                               |
| 1921 | 2541      | davon 2200 deutsche Einwohner |
| 1930 | 2550      | [ 10 ]                        |

| Jahr      | 1950 | 1961 | 1970 | 1980 | 1991 | 2001 | 2011 |
| --------- | ---- | ---- | ---- | ---- | ---- | ---- | ---- |
| Einwohner | 1606 | 1774 | 1741 | 1957 | 2003 | 2015 | 1901 |

## Ortsgliederung
Die Stadt Kryry besteht aus den Ortsteilen Běsno (Wießen – 511 Einwohner im Jahr 1890), Kryry (Kriegern), Stebno (Steben) und Strojetice (Strojetitz – 690 Einwohner im Jahr 1890), die zugleich auch Katastralbezirke bilden. Zu Kryry gehören außerdem die Ansiedlungen Březnice (Pschesnitz) und Nový Mlýn (Neumühle).

## Sehenswürdigkeiten
- Pfarrkirche Mariä Geburt (Kostel Narození Panny Marie) – Barockkirche von 1722, erneuert 1780[7], seit 1958 Kulturdenkmal der Tschechischen Republik
- Schillerwarte (Schillerova rozhledna), errichtet 1905/06 auf dem ehemaligen Burgberg Kozihrady (383 m), seit 2004 Kulturdenkmal der Tschechischen Republik

## Söhne und Töchter der Gemeinde
- Franz Anton Rudolf Payer (1791–1855), k.k. Ulanenhauptmann und Vater von Julius von Payer und Richard Payer
- Franz Anton von Pirkershausen (1841–1906), österreichischer Marineoffizier (geboren in Wiessen)
- Eduard Fiedler (1890–1963), deutscher Politiker (NSDAP, FDP) (geboren in Wiessen)
- Günther Landgraf (1928–2006), deutschböhmischer Physiker
- Günther Wolfram (* 1936), deutscher Internist und Ernährungswissenschaftler
- Gerlinde Blahak (* 1942), deutsche Lehrerin, Künstlerin und Kunstpädagogin